# Astrid Leberti
Astrid Leberti (* 12. Juli 1976 in Neuruppin, Brandenburg) ist eine deutsche Schauspielerin.

## Leben
Astrid Leberti ist im Ruppiner Land geboren und aufgewachsen. Sie absolvierte von 1999 bis 2002 eine Schauspielausbildung am Europäischen Theaterinstitut in Berlin. Von 2002 bis 2004 gehörte sie zum Ensemble des Theaters Junge Generation in Dresden. 2008 spielte sie am Theater Junge Generation die Madame Bonacieux in einer Bühnenfassung der Drei Musketiere. Weitere Theaterengagements hatte sie u. a. bei der Kammeroper Rheinsberg (2008), in Halle, Magdeburg, an der Komödie Dresden (2010), bei den Fontanefestspielen Neuruppin (2012, 2014 und 2016) und beim Theatersommer Netzeband (2012). Bei den Fontanefestspielen Neuruppin trat sie als Grete Mindes kaltherzige Schwägerin Trud auf. Beim Theatersommer Netzeband war sie 2012 in der Titelrolle von Alice im Wunderland zu sehen.
Ab 2000 übernahm Leberti erste Film- und Fernsehrollen. Seit 2011 arbeitet sie, parallel zu ihrer Theaterarbeit, wieder verstärkt auch für das Fernsehen. Sie hatte Episodenrollen in zahlreichen Fernsehserien, u. a. in Einsatz in Hamburg (2011, als Juwelierstochter Teresa Coosen), In aller Freundschaft (2011, als alleinerziehende Mutter Melitta Thule, an der Seite von Alexander Sternberg), Hubert und Staller (2013, als Kunsthändlerin Maria Zoller), Heiter bis tödlich – Akte Ex (2013, als Ex-Geliebte Marianne Reitz), Die Rosenheim-Cops (2015, als Boutiquenbesitzerin Anna Hüttner, die Ehefrau des Mordopfers) und SOKO Stuttgart (2017). 2015 war sie ein weiteres Mal in der Erfolgsserie In aller Freundschaft zu sehen, diesmal als Tochter an der Seite von Gojko Mitić, der ihren verarmten Vater spielte.
Auch kleinere Rollen in Fernsehfilmen von ARD und ZDF, wie etwa Die Dienstagsfrauen – Sieben Tage ohne (2013) oder Zwei verlorene Schafe (2016), übernahm sie. Außerdem spielte sie in mehreren TV-Werbespots (u. a. Schwartau, Edeka) mit.
Ab der Folge 5589 (April 2017) übernahm sie in der Seifenoper Unter uns die Rolle der Andrea Huber. Sie ersetzte Kristin Meyer, die diese Rolle bisher gespielt hatte und auf eigenen Wunsch die Serie verließ. Im Dezember 2017 Leberti in der ZDF-Krimiserie SOKO Leipzig in einer Episodenrolle als Verena Hoffmann, die beste Freundin einer wegen Steuerbetrugs untergetauchten Unternehmerin aus Dresden, zu sehen. Im Januar 2018 war sie in der ZDF-Fernsehserie SOKO Wismar dann ebenfalls in einer Episodennebenrolle zu sehen; sie spielte Alexandra Frommer, die Schwester eines Kindesentführers, die die Mutter zu einem Banküberfall zwingt, um ihr Kind zu retten. Im November 2018 ist sie in der ZDF-Fernsehserie Notruf Hafenkante in einer Episodenhauptrolle zu sehen; sie spielt Simone Meckel, die Nachbarin der Kriminaloberkommissarin und Serienhauptfigur Melanie Hansen, deren Ehemann möglicherweise Opfer einer Entführung wurde.
2004 erhielt Leberti den UNICEF-Theaterpreis. Sie lebt in Berlin und seit Februar 2017 auch in Köln.

## Theater (Auswahl)
- 2010: Akt mit Lilie – Rolle: Lissy (Komödie Dresden)
- 2012: Alice im Wunderland – Rolle: Alice (Theatersommer Netzeband)
- 2014: 33 Variationen – Rolle: Clara Brand (Tournee; Konzertdirektion Landgraf)

## Filmografie (Auswahl)
- 2002: Für alle Fälle Stefanie: Der Diamant (Fernsehserie, eine Folge)
- 2010: Da kommt Kalle: Weihnachtstraum (Fernsehserie, eine Folge)
- 2011: Einsatz in Hamburg: Der Tote an der Elbe (Fernsehserie, eine Folge)
- 2011, 2015, 2023: In aller Freundschaft (Fernsehserie, drei Folgen)
- 2013: Die Dienstagsfrauen – Sieben Tage ohne (Fernsehfilm)
- 2013: Hubert und Staller: Die Venus von Ambach (Fernsehserie, eine Folge)
- 2013: SOKO Wismar: Stummer Zeuge (Fernsehserie, eine Folge)
- 2013: Inga Lindström – Herz aus Eis (Fernsehreihe)
- 2013: Heiter bis tödlich – Akte Ex: Kleinvieh macht auch Mist (Fernsehserie, eine Folge)
- 2015: Die Rosenheim-Cops: Tod auf der Walz (Fernsehserie, eine Folge)
- 2015: Tiere bis unters Dach: Hornissennest (Fernsehserie, eine Folge)
- 2016: Zwei verlorene Schafe (Fernsehfilm)
- 2016: Nur nicht aufregen! (Fernsehfilm)
- 2017: SOKO Stuttgart: Wie du mir (Fernsehserie, eine Folge)
- 2017–2019: Unter uns (Fernsehserie, Serienrolle)
- 2017: SOKO Leipzig: Spurlos verschwunden (Fernsehserie, eine Folge)
- 2018: SOKO Wismar: Überfall (Fernsehserie, eine Folge)
- 2018: Notruf Hafenkante: Einsame Entscheidung (Fernsehserie, eine Folge)
- 2019: Tatort: Bombengeschäft (Fernsehreihe)
- 2020: Enkel für Anfänger
- 2024: Der Zürich-Krimi: Borchert und der Schuss ins Herz (Fernsehreihe)